# Harold Weisberg
Harold Weisberg, född 8 april 1913 i Philadelphia, död 21 februari 2002 i Frederick, Maryland, var en amerikansk författare. Weisbergs publikationer handlar i synnerhet om mordet på John F. Kennedy och hans kritik av Warrenkommissionen.
Weisberg studerade vid skolor i Philadelphia och Wilmington och examinerades från University of Delaware. Under andra världskriget tjänstgjorde han vid Office of Strategic Services och var senare utredare vid kongresskommittén. Weisberg blev sedermera journalist vid Wilmington Morning News och senare vid Philadelphia Ledger. Han skrev sju böcker om Kennedymordet och hade vid sin död ytterligare 35 opublicerade böcker om mordet i sin ägo. Weisberg var starkt kritisk till Warrenkommissionen och lyfte fram konspirationteorier.  Weisberg donerade också tusentals dokument om Kennedymordet till Hood College i Frederick.